# 翟成
翟 成（てき せい、拼音：Dí Chéng 、? - 385年）は、五胡十六国時代の丁零族の首長で、翟真の従弟。この丁零勢力は388年に翟遼が建国した翟魏の前身である。

## 生涯
385年4月、前の首長の翟真は趙王を名乗った司馬の鮮于乞に殺された。営人は共に鮮于乞を殺し、翟真の従弟である翟成を立てて主とした。翟真の従兄の翟遼は黎陽に奔走した。5月、後燕の慕容垂は常山に至り、翟成を行唐で包囲した。7月、翟成の長史である鮮于得は翟成を斬って慕容垂に降った。慕容垂は行唐を攻め落とし、翟成の衆をことごとく穴埋めにした。

## 参考資料
- 『晋書』載記第二十三
- 『資治通鑑』卷第一百六